# Hans R. Camenzind
Pour les articles homonymes, voir Camenzind.
Hans R. Camenzind, né en 1934 à Zurich et mort le 8 août 2012 à  San Francisco est un ingénieur suisse connu pour avoir conçu un circuit intégré en 1970, le NE555.

## Biographie
Parti en 1960 aux États-Unis, Camenzind s'inscrit en Électrotechnique à l’université du Nord-Est de Boston et en sort diplômé ingénieur ; puis il obtient un MBA de l’Université de Santa Clara.
Au début des années 1970, il trouve un emploi chez Signetics (rachetée par Philips Semiconductors, puis intégrée à NXP). C'est là qu'il conçoit le multivibrateur astable NE555, un circuit intégré de technologie TTL appelé à une fortune singulière. Ce composant électronique, présent sur le marché sans interruption depuis 1971, est de loin le plus vendu en nombre d'unités ; le milliard est atteint en 2003.
Hans R. Camenzind, qui dépose 35 brevets au cours de ses années chez Signetics, est l'auteur de plusieurs traités portant pour la plupart sur les circuits intégrés analogiques. Il est aussi invité à donner des conférences à l'université de Santa Clara University.
Par la suite, il crée sa société, Interdesign et, après sept années d'exploitation, la cède à Ferranti pour s'établir comme ingénieur consultant en conception de solutions analogiques. Outre le NE555, il développe les premiers amplificateurs à commutation intégrés MOSFET et apporte d'importantes contributions à l'intégration/miniaturisation de boucles à verrouillage de phase.

## Ouvrages
- Circuit design for integrated electronics (1968), Addison-Wesley.
- (sous le pseudonyme de John Penter) - Circumstantial evidence Faraday Press, (1981),  (ISBN 0-939762-00-5).
- (en) Hans R. Camenzind, Electronic Integrated Systems Design, Krieger Pub Co, 1980, 332 p. (ISBN 0-88275-763-6 et 978-0882757636)
- (en) Hans R. Camenzind, Designing Analog Chips, Virtualbookworm.com, 2005, 244 p. (ISBN 1-58939-718-5 et 978-1589397187, lire en ligne)Disponible en ligne sur le site designinganalogchips.com
- (en) Hans R. Camenzind, Much Ado About Almost Nothing : Man's Encounter with the Electron, Booklocker.com, 2007, 240 p. (ISBN 978-0-615-13995-1 et 0-615-13995-7, OCLC 769375146, lire en ligne)